# 那須のすいとん
那須のすいとん（なすのすいとん）は、栃木県那須郡那須町で販売されているご当地グルメである。

## 概要
- 郷土食として那須で食されてきたすいとんを地元商工会が新しいご当地グルメとしてPRし、町内各店舗にて販売されるようになった。

## 参考
- 那須のすいとん - 那須町商工会